# Eugenia repanda
Eugenia repanda är en myrtenväxtart som beskrevs av Otto Karl Berg. Eugenia repanda ingår i släktet Eugenia och familjen myrtenväxter. Inga underarter finns listade i Catalogue of Life.